# Clupeosoma purpureum
Clupeosoma purpureum là một loài bướm đêm trong họ Crambidae.